# Chasmocranus longior
Chasmocranus longior es una especie de peces de la familia Heptapteridae en el orden de los Siluriformes.

## Morfología
• Los machos pueden llegar alcanzar los 17 cm de longitud total.

## Hábitat
Es un pez de agua dulce  y de clima tropical.

## Distribución geográfica
Se encuentran en Sudamérica: cuenca del río Orinoco y ríos costeros desde Guayana hasta Surinam.